# 항공구난단
항공구난단(일본어: 航空救難団 고쿠큐난단[*], 영어: Air Rescue Wing)은 1961년 7월 15일에 창설되어 활동하고 있는 항공자위대의 탐색 및 구조 및 항공 의료 서비스 부대이다. 사이타마현 이루마 기지에 본부를 두고 해상자위대의 구난항공대와 공동체제로 운영되고 있다. 표어는 他を生かすために(영어: That others may live)→남을 살리기 위해.
항공구난단의 지도부에는 공장보가 사령관, 준공위가 준조사선임에 임명된다.

## 개요
항공구난단은 전투 탐색 및 구조 부대로서 같은 항공자위대의 항공기가 추락하면 조종사를 포함한 승무원을 구조하기 위해 출동한다. 그리고 선박이 고장나 항해를 할 수 없거나 침몰하는 해상 조난의 경우에는, 해상자위대의 구난항공대와 협업하여 승무원을 찾을 수도 있다.
탐색 및 구조 출동 명령이 없는 평소에는 물자 운송 임무를 수행한다.

## 역사
1958년 3월 18일, 하마마쓰 기지에서 임시구난항공대가 일본 군사사 최초의 탐색 구조 부대로서 창설되었다. 10월 1일에 정식 부대인 구난항공대로로 승격되고, 새로이 창설된 구조교육대와 구난야정비대를 편성되었다.
1959년 지토세 기지에 지토세 구난분견대, 5월 15일 고마키 기지에 고마키 구난분견대가 창설되고, 6월 1일에 구난야정비대가 폐지되었다.
1960년 3월 1일, 뉴타바루 기지에 뉴타바루 구난분견대, 9월 20일 마쓰시마 기지에 마쓰시마 구난분견대가 창설되었다. 7월 1일에 구난항공대 본부가 하마마쓰 기지에서 이루마로 이사하였다.
1961년 3월 1일, 고마쓰 기지에서 고마쓰 구난분견대, 7월 15일에 아시야 기지에서 아시야 구난분견대가 창설되면서 구난항공대는 군급으로 증편하여 항공구난군으로 재편성되었다.
1963년 이루마 기지에 이루마 구난분견대가 창설되어, 1968년 10월 1일까지 활동하였다.
1964년 각 지방의 기지에 배치되어 있던 구난분견대는 구난대로 재편성되었다.
1965년 11월 20일, 햐쿠리 기지에 햐쿠리 구난대가 창설되었다.
1966년 12월 15일, 중부항공방면대 산하 니이가타 분둔기지의 니이가타 기지대가 항공구난군으로 전속하고, 이듬해 1967년 10월 25일에 니이가타 구난대로 재조직되었다.
1971년 1월 1일, 항공구난단으로 재편성되었다. 그리고 산하에 구난대와 지원대를 위한 중간 관리 조직인 비행군과 정비군이 창설되었다. 고마키 구난대는 하마마쓰 구난대로 개명되었다.
1972년 10월 30일, 나하 기지에 임시 나하 구난대가 창설되어, 이듬해 1973년 10월 16일에 임시를 떼고 정식부대가 되었다.
1987년 1월 29일, 아티카 분둔기지에 아키타 파견대가 창설되었다. 3월 31일에 임시를 떼고 정식 부대인 아키타 구난대가 되었다. 10월 1일에는 이루마 기지에 임시 이루마 헬리콥터 공수대가 창설되었다. 부대는 이듬해 10월 1일에 임시를 뗀 정식 부대가 되었다.
1989년 3월 16일, 항공자위대의 조직개편으로 항공구난단, 수송항공단, 보안관제기상단을 병합한 항공지원집단이 창설하였고, 항공구난단은 항공지원집단 산하로 전속하였다.
1992년 3월 31일에 나하 기지에 나하 헬리콥터 공수대, 5월 22일에 가스가 기지에 가스가 헬리콥터 공수대가 창설되었다.
2013년 3월 26일, 항공구난단은 항공지원집단에서 항공총대로 전속하였다. 3월 31일, 미사와 기지에 미사와 헬리콥터 공수대가 창설되었다.
1992년 3월 31일, 나하 기지에 나하 헬리콥터 공수대, 가스가 기지에 가스가 헬리콥터 공수대가 창설되었다.
2013년 3월 26일, 〈自衛隊法等の一部を改正する法律→자위대법 등의 일부를 개정하는 법률〉의 집행에 따라 항공지원집단에서 항공총대로 전속하였다.
2021년 3월 31일, 〈航空救難に関する訓令→항공구난에 관한 훈령〉이 개정되어 이전까지 9개 구난구역으로 분류하던 책임 지역을 4개 항공방면대의 책임 지역으로 개편하였다.

## 조직 구조

### 사령부
- 사령관: 공장보[6]
- 준조사선임: 준공위[7]

#### 부서
- 감리부 監理部
- 인사부 人事部
- 방위부 防衛部
- 장비부 装備部

### 산하 부대
- 항공구난단 사령부 - 이루마 기지
- 비행군 - 이루마 기지
  - 지토세 구난대 - 지토세 기지
  - 아키타 구난대 - 아키타 분둔기지
  - 마쓰시마 구난대 - 마쓰시마 기지
  - 니이가타 구난대 - 니이가타 기지
  - 햐쿠리 구난대 - 햐쿠리 기지
  - 고마쓰 구난대 - 고마쓰 기지
  - 하마마쓰 구난대 - 하마마쓰 기지
  - 아시야 구난대 - 아시야 기지
  - 뉴타바루 구난대 - 뉴타바루 기지
  - 나하 구난대 - 나하 기지
  - 미사와 헬리콥터 공수대 - 미사와 기지
  - 이루마 헬리콥터 공수대 - 이루마 기지
  - 가스가 헬리콥터 공수대 - 가스가 기지
  - 나하 헬리콥터 공수대 - 나하 기지
- 정비군 - 고마키 기지
  - 검사대
  - 수리대
  - 장비대
- 구난교육대 - 고마키 기지
- 구난야정비대(救難野整備隊); 1958년 10월 1일 ~ 1959년 6월 1일, 폐지

현재 항공구난단 산하에는 10개 구난대를 담당하는 비행군과 운용하는 항공기의 정비를 맡고 있는 정비군, 교육대를 두고 있다.

### 관할 구역 및 소속 구난대

#### 2017년 3월 이후
1. 제1구난구역: 서부항공방면대 지역 및 사령관 - 미사와 기지
  - 지토세 구난대 마쓰시마 구난대, 아키타 구난대
2. 제2구난구역: 중부항공방면대 지역 및 사령관 - 이루마 기지
  - 마쓰시마 구난대, 햐쿠리 구난대, 니이가타 구난대, 하마마쓰 구난대, 고마쓰 구난대
  - 해상자위대: 이오지마 항공분견대 (제21항공군 제21항공대)
3. 제3구난구역: 서부항공방면대 지역 및 사령관 - 가스가 기지
  - 아시야 구난대, 뉴타바루 구난대
4. 제4구난구역: 남서항공방면대 지역 및 사령관 - 나하 기지
  - 나하 구난대

#### 2017년 3월 이전
1. 제1구난구역: 북부항공항면대 사령관
  - 지토세 구난대 마쓰시마 구난대, 아키타 구난대
2. 제2구난구역:해상자위대 제2항공군 사령
  - 마쓰시마 구난대, 아키타 구난대
3. 제3구난구역: 중부항공방면대 사령관
  - 햐쿠리 구난대, 하마마쓰 구난대, 고마쓰 구난대
4. 제4구난구역: 해상자위대 제4항공군 사령
  - 햐쿠리 구난대, 하마마쓰 구난대
5. 제5구난구역: 해상자위대 제31항공군 사령
  - 아시야 구난대
6. 제6구난구역: 서부항공방면대 사령관
  - 아시야 구난대, 뉴타바루 구난대
7. 제7구난구역: 해상자위대 제1항공군 사령
  - 뉴타바루 구난대
8. 제8구난구역: 남서항공혼성단 사령
  - 나하 구난대
9. 제9구난구역 해상자위대 제5항공군 사령
  - 나하 구난대

## 기록

### 소속
1. 항공혼성단; (불명)
2. 항공지원집단; 1989년 3월 16일
3. 항공총대; 2013년 3월 26일

### 계보
- 1958년 3월 18일, 臨時救難航空隊 린지큐난코쿠타이[*]→임시구난항공대
- 1958년 10월 1일, 救難航空隊 큐난코쿠타이[*]→구난항공대
- 1961년 7월 5일, 航空救難群 코쿠큐난군[*]→항공구난군
- 1971년 3월 1일, 航空救難団 고쿠큐난단[*]→항공구난단

### 기종
항공구난단에서 U-125A와 UH-60J는 사고기 승무원과 탐색구조 활동을 위한 구난기, CH-47J는 물자와 대원의 수송 및 산림화재 소화수송 헬리콥터로 분류하고 있다.
- 고정익기
  - U-125A
  - T-6A (퇴역)
  - T-34A (퇴역)
  - MU-2A (퇴역)
- 회전익기
  - CH-47J
  - UH-60J
  - H-19C (퇴역)
  - H-21B (퇴역)
  - S-62A (퇴역)
  - V-107A (퇴역)

## 같이 보기
- 미국 공군 낙하산구조대
- 해상자위대 구난비행대(일본어:救難飛行隊)

## 인용
1. ↑  航空救難団. “航空救難団司令挨拶”. 《防衛省》 (일본어). 2025년 2월 6일에 확인함.
2. ↑  航空救難団. “准曹士先任挨拶”. 《防衛省》 (일본어). 2025년 2월 6일에 확인함.
3. 1 2  “航空救難団の任務｜航空救難団｜防衛省 [JASDF] 航空自衛隊” (일본어). 2025년 2월 6일에 확인함.
4. 1 2 3 4 5 6 7 8 9 10  航空救難団. “航空救難団の沿革”. 《防衛省》 (일본어). 2025년 2월 6일에 확인함.
5. ↑  西村直巳 (2022년 3월 28일). “航空救難に関する訓令” (PDF). 《平成30年３月28日省訓第17号》 (일본어) (防衛庁).
6. ↑  航空救難団. “航空救難団司令挨拶”. 《防衛省》 (일본어). 2025년 2월 6일에 확인함.
7. ↑  航空救難団. “准曹士先任挨拶”. 《防衛省》 (일본어). 2025년 2월 6일에 확인함.
8. ↑  “航空救難団の組織”. 《防衛省》 (일본어). 2025년 2월 6일에 확인함.
9. ↑  “隊員の活動”. 《防衛省》 (일본어). 2025년 2월 6일에 확인함.
10. ↑  “航空救難団の装備”. 《防衛省》 (일본어). 2025년 2월 6일에 확인함.